# 1858
1858 (MDCCCLVIII) byl rok, který dle gregoriánského kalendáře započal pátkem.

## Události
- 11. února – čtrnáctileté Bernardetě Soubirous se v Lurdech údajně zjevila Panna Maria.
- 11. května – připojení Minnesoty k USA
- 24. srpna – svatba bavorské princezny Heleny Bavorské a dědičného prince Maxmiliána Antona Thurn-Taxise v Possenhofenu
- 13. listopadu – Na dnešním Malostranském náměstí v Praze byl za přítomnosti císaře Františka Josefa I. a jeho manželky Alžběty Bavorské odhalen pomník maršálu Radeckému.
- britská vláda převzala správu Indie od Východoindické společnosti
- David Livingstone zkoumá povodí řeky Zambezi (1858–1869)

### Probíhající události
- 1817–1864 – Kavkazská válka
- 1850–1864 – Povstání tchaj-pchingů
- 1857–1859 – Velké indické povstání

## Vědy a umění
- 21. října – Opereta Jacques Offenbach Orfeus v podsvětí (Orphée aux Enfers) měla premiéru v Paříži. Je považována za první klasickou celovečerní operetu.
- V Praze vyšel Almanach Máj
- V New Jersey (USA) byla objevena první a zároveň téměř kompletní kostra dinosaura rodu Hadrosaurus, což posléze vyvolalo americkou „dinosauří horečku“.

## Narození

### Česko
- 1. ledna – Vlasta Pittnerová, spisovatelka († 2. března 1926)
- 16. ledna – František Táborský, básník a spisovatel († 21. června 1940)
- 17. ledna – Antonín Němec, český novinář a politik († 25. května 1926)
- 8. února
  - Hermenegild Škorpil, přírodovědec († 25. června 1923)
  - Alois Zábranský, soudní rada a český spisovatel († 9. září 1921)
- 23. února
  - Johann Peter, sudetský učitel, básník a spisovatel († 14. února 1935)
  - Alois Konečný, československý politik († 19. října 1923)
- 6. března – Jiří Polívka, filolog, slavista († 21. března 1933)
- 23. března – Josef Penížek, český novinář a překladatel († 3. srpna 1932)
- 31. března – Tereza Svatová, česká spisovatelka († 19. února 1940)
- 6. dubna – Karel Krnka, český konstruktér zbraní († 25. února 1926)
- 9. dubna – Zdenka Braunerová, česká malířka († 23. května 1934)
- 16. dubna – Karel Maloch, český fotograf († 1933)
- 22. dubna – Josef Velenovský, český botanik († 7. května 1949)
- 5. května – Michael Rustler, československý politik německé národnosti († ?)
- 16. května
  - Jan Bezděk, český mykolog († 9. března 1915)
  - Hanuš Trneček, harfenista, klavírista, dirigent, skladatel a hudební pedagog († 28. března 1914)
- 17. května – Hans Hartl, československý politik německé národnosti († 11. října 1939)
- 18. května – Josef Smrtka, československý pedagog a politik († 13. srpna 1935)
- 23. května – Franta Župan, český pedagog a spisovatel († 13. ledna 1929)
- 6. června – Viktor Ponrepo, český průkopník kinematografie († 4. prosince 1926)
- 2. července – Alois Dostál, kněz a spisovatel († 13. června 1934)
- 26. července – Ferdinand Albín Pax, přírodovědec českého původu († 1. března 1942)
- 3. srpna – Josef Jakubec, český básník († 9. června 1889)
- 8. srpna – Václav Alois Jung, český jazykovědec a lexikograf († 3. prosince 1927)
- 13. srpna – Antonín Petzold, varhaník, sbormistr, dirigent a hudební skladatel († 7. května 1931)
- 19. srpna – Viktor Beneš, architekt († 22. února 1922)
- 21. srpna
  - František Krejčí, český psycholog, filozof a politik († 24. května 1934)
  - Václav Šturc, první předseda Komunistické strany Československa († 21. února 1939)
- 5. září – Alois Jiránek, český skladatel a výtvarník († 24. května 1950)
- 16. září – Gustav Schmoranz, český divadelní režisér († 21. prosince 1930)
- 18. října – Edmund Palkovský, český vlastenec, právník a podnikatel († 7. dubna 1930)
- 23. října – Jan Tiray, český pedagog († 25. července 1925)
- 5. listopadu
  - Vavřinec Josef Dušek, historik, dialektolog, etnograf a překladatel († 17. března 1911)
  - Otto Biermann, český matematik († 28. dubna 1909)
- 6. listopadu – Valerián Pejša, lidový spisovatel († 12. srpna 1893)
- 15. listopadu – Albert Redlhammer mladší, podnikatel v sklářském a bižuterním průmyslu († 15. prosince 1937)
- 16. listopadu – Franz Friedrich Palme, severočeský sklářský průmyslník († 14. února 1929)
- 20. listopadu – František Topič, nakladatel a vydavatel († 25. března 1936)
- 29. listopadu – Xaver Dvořák, český kněz a básník († 22. listopadu 1939)
- 30. listopadu – František Šabata, československý katolický politik († 19. listopadu 1942)
- 13. prosince – František Fiedler, ministr obchodu Předlitavska († 28. ledna 1925)
- 19. prosince – Hugo Alfons Dietrichstein, rakouský šlechtic, generál, diplomat a dvořan († 20. srpna 1920)
- 25. prosince – Karel Emanuel Macan, nevidomý hudební skladatel († 6. února 1925)
- 28. prosince
  - Jan Laichter, český nakladatel a knihkupec († 31. října 1946)
  - Theodor Zuleger, sudetoněmecký politik († 16. dubna 1929)
- ? – Karel Kozánek, advokát,funkcionář Sokola († 1941)

### Svět

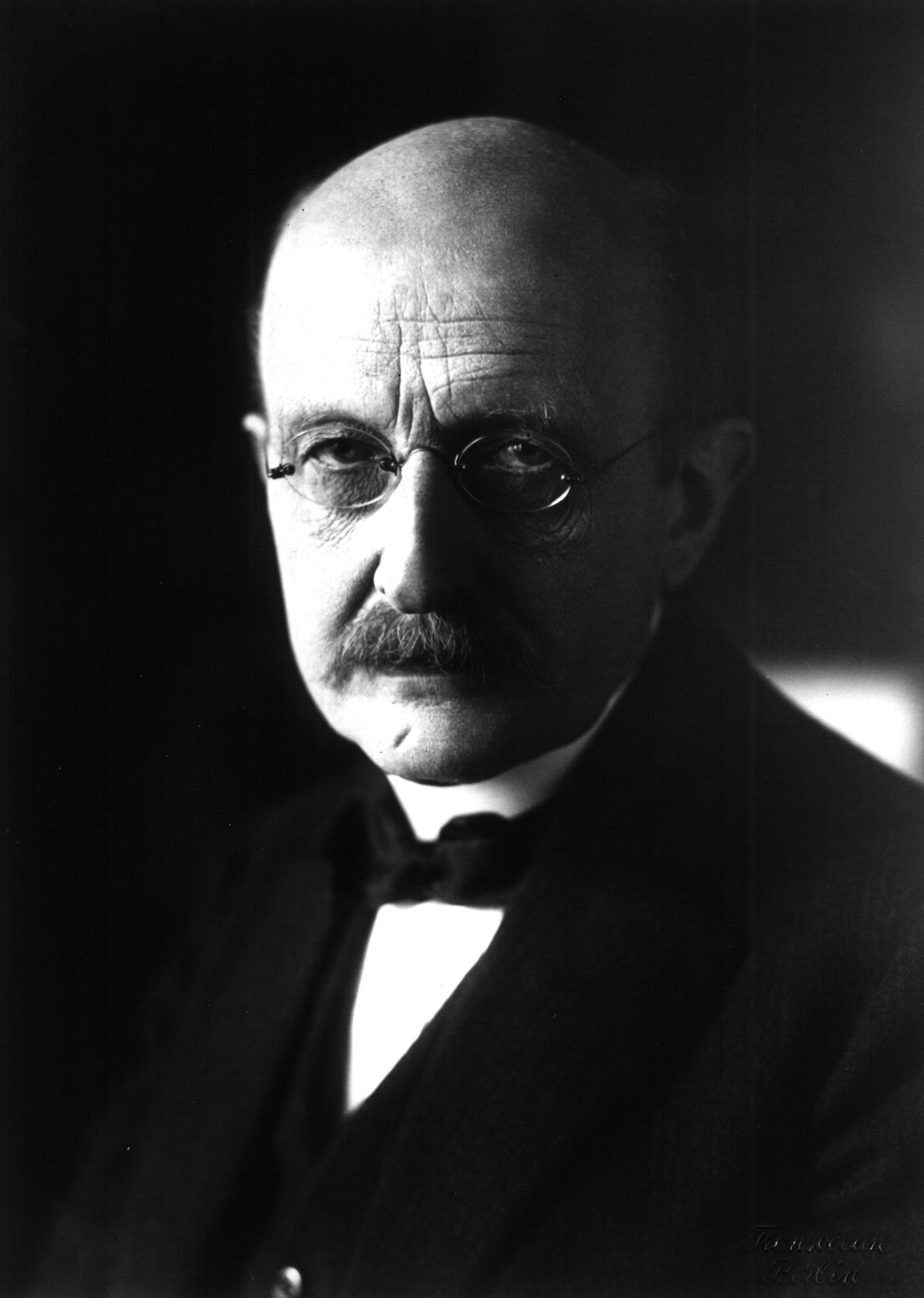
Max Planck (* 23. dubna)

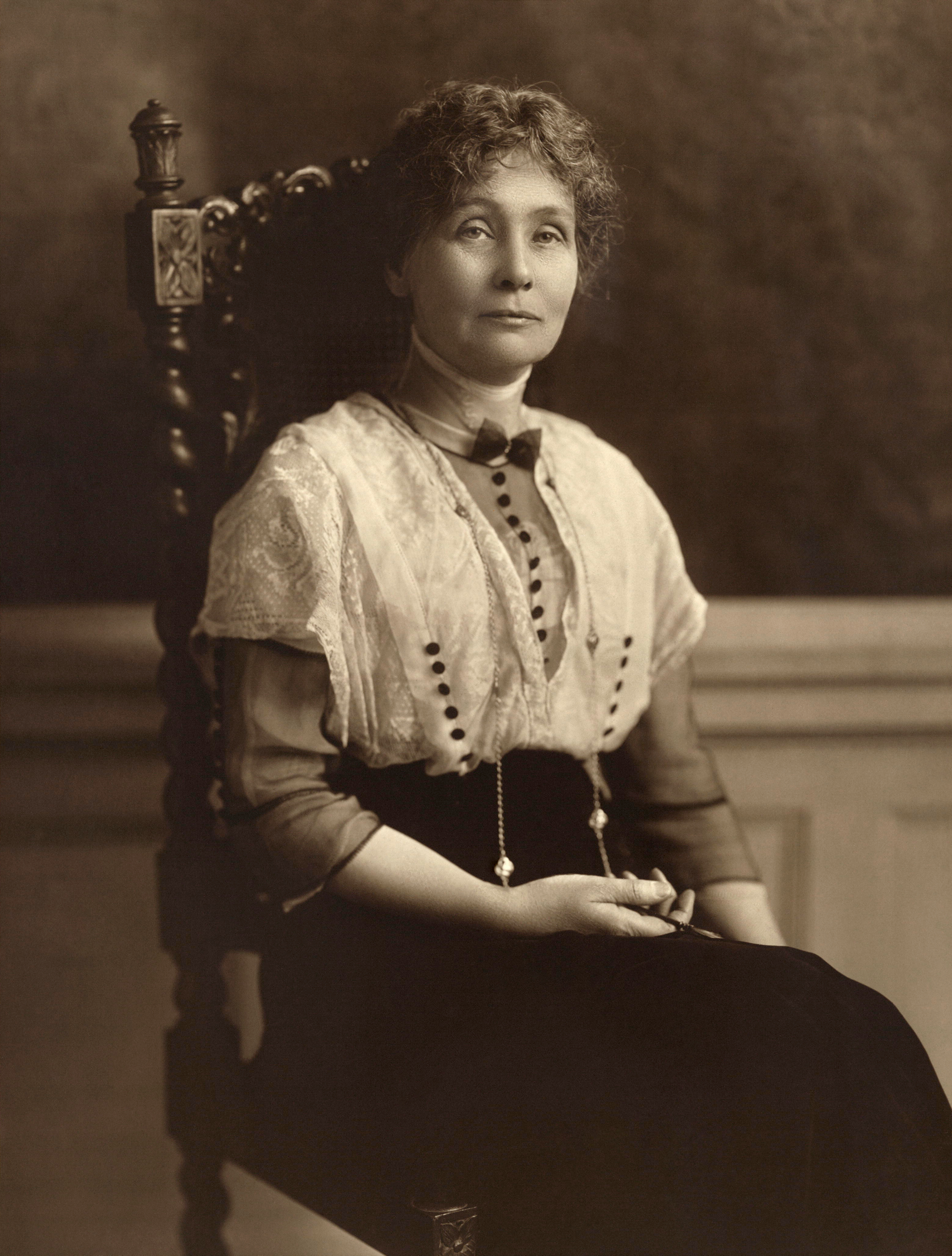
Emmeline Pankhurstová (* 15. července)

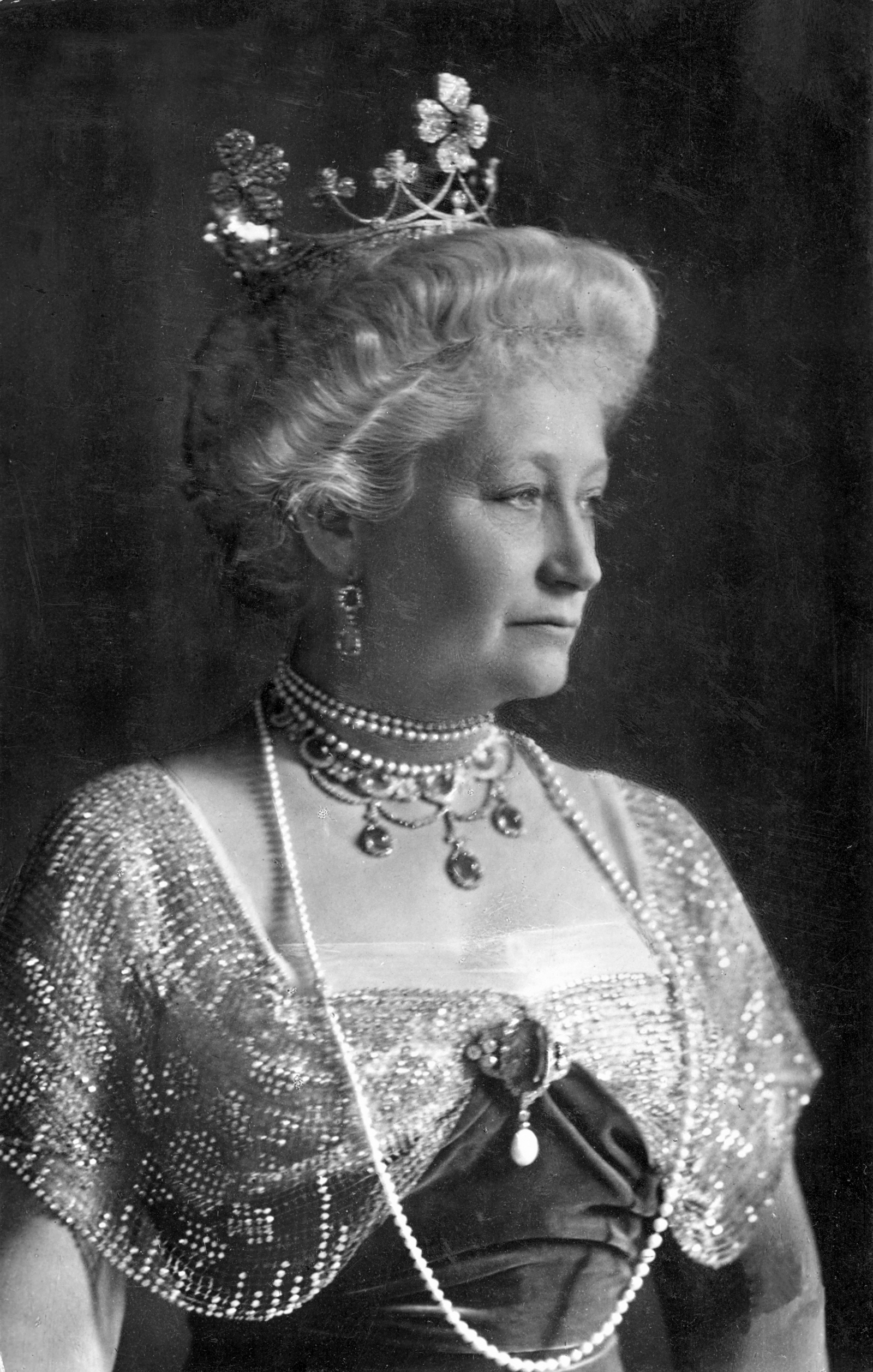
Augusta Viktorie Šlesvicko-Holštýnská (* 22. října)

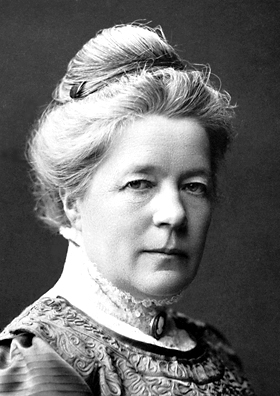
Selma Lagerlöfová (* 20. listopadu)

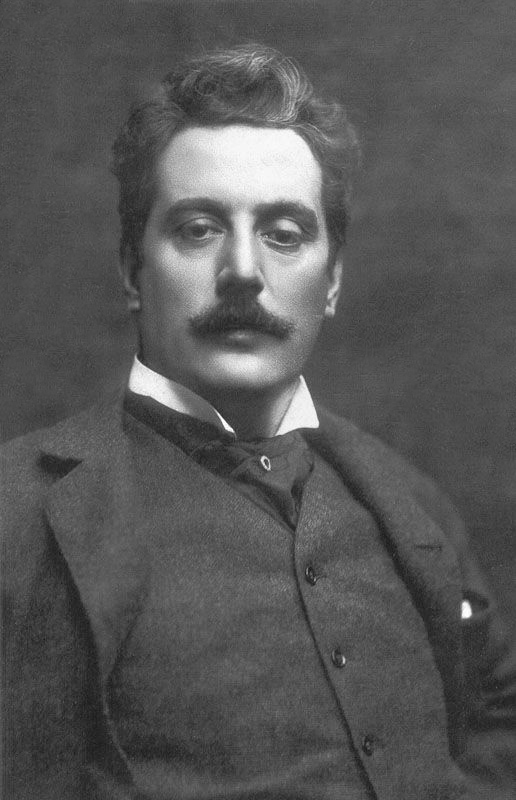
Giacomo Puccini (* 22. prosince

- 2. ledna – Bernard Sachs, americký neurolog († 8. února 1944)
- 6. ledna
  - Luisa Šlesvicko-Holštýnsko-Sonderbursko-Glücksburská, dánská šlechtična († 2. července 1936)
  - Sébastien Faure, francouzský anarchista, volnomyšlenkář († 14. července 1942)
- 7. ledna – Eliezer Ben Jehuda, izraelský jazykovědec († 16. prosince 1922)
- 10. ledna – Heinrich Zille, nizozemský karikaturista, ilustrátor a fotograf († 9. srpna 1929)
- 11. ledna – George Curzon, britský státník, indický místokrál a generální guvernér Indie († 20. března 1925)
- 14. ledna – Alois Riegl, rakouský historik umění a památkář († 17. června 1905)
- 15. ledna – Giovanni Segantini, italský malíř († 28. září 1899)
- 28. ledna – Eugène Dubois, nizozemský anatom a geolog († 16. prosince 1940)
- 15. února – William Henry Pickering, americký astronom († 17. ledna 1938)
- 18. února
  - Luisa Belgická, belgická princezna († 1. března 1924)
  - Wilhelm Schmidt, německý konstruktér a vynálezce († 16. února 1924)
- 24. února – Marie Louisa hraběnka Larischová-Wallersee, dcera Ludvíka Viléma Bavorského († 4. července 1940)
- 1. března – Georg Simmel, německý filosof a sociolog († 28. září 1918)
- 10. března – Henry Watson Fowler, britský jazykovědec a lexikograf († 26. prosince 1933)
- 15. března – Liberty Hyde Bailey, americký botanik († 15. prosince 1954)
- 18. března – Rudolf Diesel, německý vynálezce († 30. září 1913)
- 23. března – Ludwig Quidde, německý historik a pacifista, nositel Nobelovy ceny míru († 4. března 1941)
- 1. dubna – Gaetano Mosca, italský politolog († 8. listopadu 1941)
- 3. dubna – Mary Harrisonová McKeeová, dcera prezidenta USA Benjamina Harrisona, první dáma USA († 28. října 1930)
- 4. dubna – Remy de Gourmont, francouzský spisovatel († 17. září 1915)
- 5. dubna – Bill Maclagan, skotský ragbista († 10. října 1926)
- 15. dubna – Émile Durkheim, francouzský sociolog († 15. listopadu 1917)
- 23. dubna – Max Planck, německý fyzik († 4. října 1947)
- 5. května
  - Sarah Choate Sears, americká malířka a fotografka († 25. září 1935)
  - Bidar Kadınefendi, hlavní manželka a konkubína osmanského sultána Abdulhamida II. († 1. ledna 1918)
- 6. května – Cuthbert Butler, anglický mnich a historik († 1. dubna 1934)
- 8. května – John Meade Falkner, anglický romanopisec a básník († 22. července 1932)
- 17. května – Mary Adela Blaggová, anglická astronomka a selenografka († 14. dubna 1944)
- 18. května – August Exter, německý architekt († 7. prosince 1933)
- 3. června – Karl Perron, německý operní zpěvák († 15. července 1928)
- 12. června – Henry Scott Tuke, britský malíř a fotograf († 13. března 1929)
- 16. června – Gustav V., švédský král († 29. října 1950)
- 9. července – Franz Boas, americký antropolog († 21. prosince 1942)
- 14. července – Emmeline Pankhurstová, britská politická aktivistka († 14. června 1928)
- 19. července – Julius Kugy, slovinský alpinista († 5. února 1944)
- 21. července
  - Lovis Corinth, německý malíř († 17. července 1925)
  - Marie Kristina Rakouská, španělská královna († 6. února 1929)
- 26. července – Edward Mandell House, americký diplomat a politik († 28. dubna 1938)
- 31. července – Ferko Urbánek, slovenský spisovatel a dramatik († 10. prosince 1934)
- 2. srpna – Emma Waldecko-Pyrmontská, nizozemská královna († 20. března 1934)
- 11. srpna – Christiaan Eijkman, nizozemský lékař, nositel Nobelovy ceny za fyziologii a medicínu († 5. listopadu 1930)
- 15. srpna – Michael Hainisch, rakouský prezident († 26. února 1940)
- 21. srpna
  - Maxim Petrovič Dmitrijev, ruský fotograf († ? 1948)
  - Korunní princ Rudolf, syn císaře Františka Josefa I. († 30. ledna 1889)
- 23. srpna – Josef von Schenk, ministr spravedlnosti Předlitavska († 16. dubna 1944)
- 24. srpna – Wacław Sieroszewski, polský spisovatel († 20. dubna 1945)
- 27. srpna – Giuseppe Peano, italský matematik a filosof († 20. dubna 1932)
- 28. srpna – Gustaf Kossinna, německý filolog a archeolog († 20. prosince 1931)
- 1. září – Carl Auer von Welsbach, rakouský chemik († 4. srpna 1929)
- 2. září – Ján Fadrusz, maďarský sochař († 25. října 1903)
- 3. září – Francis Preserved Leavenworth, americký astronom († 12. listopadu 1928)
- 11. září – Erwin von Schwartzenau, ministr vnitra Předlitavska († 13. ledna 1926)
- 15. září – Karel de Foucauld, francouzský kněz a mučedník († 1. prosince 1916)
- 16. září – Andrew Bonar Law, britský premiér († 30. října 1923)
- 7. října – Rosa Smith Eigenmann, americká ichtyoložka († 12. ledna 1947)
- 9. října – Gerard Philips, nizozemský fyzik a podnikatel († 25. ledna 1942)
- 10. října – Ottokár Prohászka, uherský teolog a biskup ve Stoličném Bělehradě († 2. dubna 1927)
- 12. října – Isaac Newton Lewis, americký vojenský konstruktér († 9. listopadu 1931)
- 15. října – John Sullivan, americký boxer († 2. února 1918)
- 20. října – John Burns, anglický politik († 24. ledna 1943)
- 22. října – Augusta Viktorie Šlesvicko-Holštýnská, poslední německá císařovna a pruská královna († 11. dubna 1921)
- 24. října – Eugène Devic, francouzský neurolog († 1930)
- 27. října
  - Theodore Roosevelt, 26. prezident Spojených států amerických († 6. ledna 1919)
  - Valdemar Dánský, dánský princ († 14. ledna 1939)
- 31. října – Maximilian Njegovan, rakousko-uherský admirál († 1. července 1930)
- 10. listopadu – Jindřich XXIV. z Reussu, poslední kníže rodu Reussů († 21. listopadu 1928)
- 11. listopadu – Alessandro Moreschi, italský zpěvák-kastrát († 21. dubna 1922)
- 19. listopadu – Michail Michajlovič Ippolitov-Ivanov, ruský skladatel († 28. ledna 1935)
- 20. listopadu – Selma Lagerlöfová, švédská spisovatelka († 16. března 1940)
- 25. listopadu – Léon Serpollet, francouzský podnikatel a konstruktér († 11. února 1907)
- 26. listopadu – Albert Londe, francouzský fotograf († ? 1917)
- 15. prosince – Johannes Lepsius, německý evangelický teolog a orientalista († 3. února 1926)
- 19. prosince – John Hall-Edwards, britský rentgenolog († 15. srpna 1926)
- 21. prosince – Friedrich Ohmann, rakouský architekt († 6. dubna 1927)
- 22. prosince – Giacomo Puccini, italský operní skladatel († 29. listopadu 1924)
- 23. prosince – Vladimir Ivanovič Němirovič-Dančenko, ruský režisér a dramatik († 25. dubna 1943)
- 26. prosince – Owen Morgan Edwards, velšský historik a spisovatel († 15. května 1920)
- ?
  - William Gullick, australský vydavatel a fotograf († 1922)
  - James Booker Blakemore Wellington, anglický fotograf a vynálezce († 1939)
  - Moritz von Ertl, ministr zemědělství Předlitavska († 1934)
  - Gustave Serrurier-Bovy, belgický architekt a návrhář nábytku († 1910)

## Úmrtí

### Česko
- 5. ledna – Jan Radecký z Radče, šlechtic a rakouský maršál (* 2. listopadu 1766)
- 31. ledna – Václav Mánes, malíř (* 1793)
- 24. března – Jan Šantl, právník, dramatik, hudební skladatel a politik (* 15. května 1798)
- 20. května – Filip Maxmilián Opiz, český botanik (* 5. června 1787)
- 11. června – Ludvík Dietrich, český hudební skladatel a kytarista (* 18. března 1803)
- 12. června – Karel František Pitsch, českoněmecký varhaník, hudební skladatel a pedagog (* 5. února 1786)
- 6. července – Jan Emanuel Doležálek, český hudební skladatel (* 22. května 1780)
- 10. července – Josef z Ditrichštejna, rakouský a český šlechtic (* 28. března 1798)
- 9. srpna – Josef Vendelín Sokol, český houslista (* 27. ledna 1821)
- 20. prosince – Johann Baptist Riedl, pražský velkoobchodník (* 1. září 1801)

### Svět

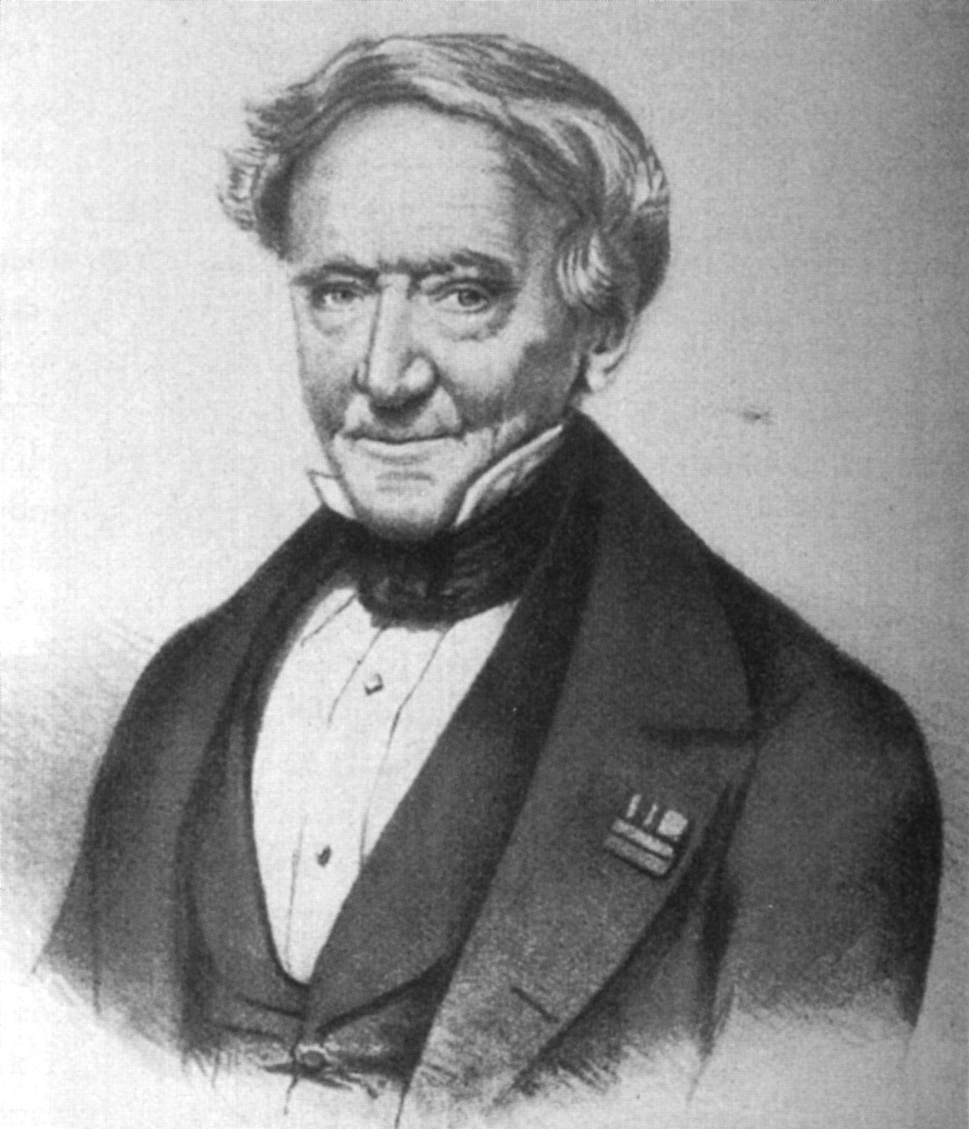
Coenraad Jacob Temminck († 30. ledna)

- 3. ledna – Henry Darcy, francouzský technik a vynálezce(* 10. června 1803)
- 30. ledna – Coenraad Jacob Temminck, nizozemský zoolog (* 31. března 1778)
- 7. dubna – Anton Diabelli, rakouský skladatel a hudební nakladatel (* 6. září 1781)
- 16. března – Osip Senkovskij, ruský spisovatel a orientalista (* 31. března 1800)
- 15. dubna – Natale Schiavoni, italský malíř (* 25. dubna 1777)
- 16. dubna – Johann Baptist Cramer, anglický klavírista a hudební skladatel (* 24. února 1771)
- 15. května – Robert Hare, americký chemik (* 17. ledna 1781)
- 3. června – Julius Reubke, německý skladatel, varhaník a klavírista (* 23. března 1834)
- 10. června – Robert Brown, skotský botanik (* 21. prosince 1773)
- 16. června – John Snow, anglický lékař, průkopník anestezie a epidemiologie (* 15. března 1813)
- 25. června – Karel II. Schwarzenberg, rakouský politik a voják (* 21. ledna 1802)
- 15. července – Alexandr Andrejevič Ivanov, ruský malíř (* 28. července 1806)
- 1. srpna – Johann von Wessenberg, rakouský státník a diplomat (* 28. listopadu 1773)
- 2. září – John Parish von Senftenberg, německý obchodník a astronom (* 23. února 1774)
- 15. září – Markéta Saská, manželka arcivévody Karla Ludvíka (* 24. května 1840)
- 1. října – Alois Negrelli, konstruktér mostů (* 23. ledna 1799)
- 12. října – Hirošige, japonský malíř a grafik (* 1797)
- 31. října – Carl Thomas Mozart, druhý syn Wolfganga Amadea Mozarta (* 21. září 1784)
- 8. listopadu – George Peacock, anglický matematik (* 9. dubna 1791)
- 12. listopadu – Alois II. z Lichtenštejna, lichtenštejnský kníže (* 26. května 1796)
- 17. listopadu – Robert Owen, britský filozof (* 14. května 1771)
- 23. listopadu – Edmund Lyons, britský admirál a diplomat (* 21. listopadu 1790)
- 24. listopadu – Wincenty Krasiński, polský generál (* 30. ledna 1782)
- 16. prosince – Richard Bright, anglický lékař (* 28. září 1789)

## Hlavy států
- Francie – Napoleon III. (1852–1870)
- Království obojí Sicílie – Ferdinand II. (1830–1859)
- Osmanská říše – Abdülmecid I. (1839–1861)
- Prusko – Fridrich Vilém IV. (1840–1861)
- Rakouské císařství – František Josef I. (1848–1916)
- Rusko – Alexandr II. (1855–1881)
- Spojené království – Viktorie (1837–1901)
- Španělsko – Isabela II. (1833–1868)
- Švédsko – Oskar I. (1844–1859)
- USA – James Buchanan (1857–1861)
- Papež – Pius IX. (1846–1878)
- Japonsko – Kómei (1846–1867)
- Lombardsko-benátské království – Maxmilián I. Mexický